# آلیس شوارتسر
آلیس شوارتسر (به آلمانی: Alice Schwarzer) (زاده ۳ دسامبر ۱۹۴۲ در ووپرتال آلمان)، فمینیست و روزنامه‌نگار برجسته آلمانی است. او مؤسس نشریه اِما (EMMA) است.
آلیس شوارتسر در پاریس در رشته روان‌شناسی و جامعه‌شناسی تحصیل کرده و از دانشجویان میشل فوکو بود. او یکی از بنیانگذاران جنبش زنان در پاریس  بود و افکار جنبش را به آلمان برد.
او فعال موج دوم فمینیسم بود و در سال ۱۹۷۱ در آلمان برای قانون سقط جنین مبارزه کرد.
کتاب «تفاوت‌های جزئی و پیامدهای کلان» او که در سال ۱۹۷۵ منتشر شد بسیار معروف شده و به ۱۱ زبان ترجمه شد.
در ژانویه ۱۹۷۷ نخستین شماره نشریه اِما را منتشر کرد که انتشار آن تا امروز ادامه دارد و سالهای ۱۹۹۲ تا ۱۹۹۳ تهیه‌کننده برنامه تلویزیونی Zeil um Zehn بود.